# کی‌هی‌تای
کیهیتای (به ژاپنی: 奇兵隊 Kiheitai) یک گروه شبه‌نظامی تحت رهبری تاکاسوگی شینساکو در دوره باکوماتسو در قلمروی چوشو در ژاپن بود.

## زمینه شکل‌گیری
گروه شبه‌نظامی کیهیتای در سال ۱۸۶۳ توسط تاکاسوگی شینساکو تأسیس شد و تعداد شبه‌نظامیان کیهیتای شامل ۳۰۰ مرد بود که از همه طبقات اجتماعی شامل کشاورزان، تجار، سامورایی و دیگر طبقات تشکیل شده بود. اکثر آنها از اهالی قلمروی چوشو بودند، اما چندین داوطلب نیز از قلمروهای دیگر بودند. مردان کیهیتای به خاطر نظم و انضباط خود شهرت داشتند و از سلاح‌های نظامی و روش‌های نظامی سبک غربی استفاده می‌کردند. بخشی از بودجه این گروه توسط قلمروی چوشو تأمین می‌شد، اما بقیه بودجه از طریق کمک‌های مالی بازرگانان ثروتمند و کشاورزان به دست می‌آمد. ایجاد کیهیتای یک روند در حال توسعه پس از بسته شدن قرارداد کاناگاوا توسط شوگون‌سالاری توکوگاوا و تمایل به تشکیل واحدهای نظامی بر اساس توانایی و نه موقعیت ارثی اجتماعی بود. شینسنگومی نیز که یک نیروی پلیس در حمایت از شوگون‌سالاری توکوگاوا مستقر در کیوتو بود، در همان سال ۱۸۶۳ تأسیس شد، و شامل افرادی از انواع مختلفی از طبقات اجتماعی بود.

## نبردها
در جنگ شیمونوسکی در سال ۱۸۶۴، ناوگان‌های بریتانیای کبیر، فرانسه، هلند و ایالات متحده آمریکا اقدام به شلیک با توپ به بندر شیمونوسکی، یاماگوچی کرده و سپس سربازانشان را در این بندر پیاده کردند. شبه نظامیان کیهیتای در این زمان به نبرد در مقابل این حمله پرداختند.
کیهیتای به عنوان بازوی نظامی جناح طرفدار اصلاحات در قلمروی چوشو، به سرنگون کردن جناح طرفدار توکوگاوا در جنگ داخلی قلمروی چوشو کمک کرد و دومین اردوکشی چوشو را که توسط شوگون‌سالاری توکوگاوا در سال ۱۸۶۶ انجام شده بود، دفع کرد. تقریباً در همان زمان کیهیتای دوم در ولایت سوئو تشکیل شد.
تاکاسوگی شینساکو در تاریخ ۱۷ مه ۱۸۶۷ از بیماری سل فوت کرد، و هدایت شبه نظامیان کیهیتای پس از آن توسط یاماگاتا آریتومو انجام شد. شبه نظامی کیهیتای نقش مهمی در جنگ جنگ بوشین ایفا کردند، که منجر به اصلاحات میجی شد.

## موارد دیگر کیهیتای
نیروهای دفاع از آیزوواکاماتسو، فوکوشیما در جنگ بوشین و نیروهای سایگو تاکاموری در شورش ساتسوما نیز از اصطلاح کیهیتای برای نامیدن خود استفاده کردند.